# Harry Hagberg
Harry Hagberg, född 3 maj 1924 i Jukkasjärvi församling, Norrbottens län, död 6 november 1987 i Huddinge församling, Stockholms län, var en svensk journalist. 
Hagberg, som var son till redaktör Hilding Hagberg och Anna-Lisa Tranberg, avlade realexamen 1941. Han var chefredaktör för Norrskensflamman 1972–1977 och partisekreterare i Arbetarpartiet kommunisterna 1978–1981. Harry Hagberg är begravd på Skogskyrkogården i Stockholm.